# Брикун Ігор Сергійович
Ігор Сергійович Брикун (народився 6 вересня 1986, м. Новополоцьк, СРСР) — білоруський хокеїст, воротар. Виступає за «Німан» (Гродно) в Білоруській Екстралізі. Майстер спорту. 
Вихованець СДЮШОР м. Новополоцьк. Виступав за «Полімір» (Новополоцьк), «Юніор» (Мінськ), «Юність» (Мінськ), ХК «Гомель».
У складі національної збірної Білорусі учасник чемпіонату світу 2009. У складі молодіжної збірної Білорусі учасник чемпіонату світу 2006 (дивізіон I). У складі юніорської збірної Білорусі учасник чемпіонату світу 2004.
Срібний призер чемпіонату Білорусі (2011), бронзовий призер (2010).
Брат: Кирило Брикун.